# جريس فاتق الصخر
الجُرَيس فاتق الصخر (باللاتينية: Campanula saxifragoides) نوع نباتي ينتمي إلى جنس الجريس من الفصيلة الجريسية.

## الموئل والانتشار
موطنه المغرب العربي.